# Giáo hội Kitô giáo

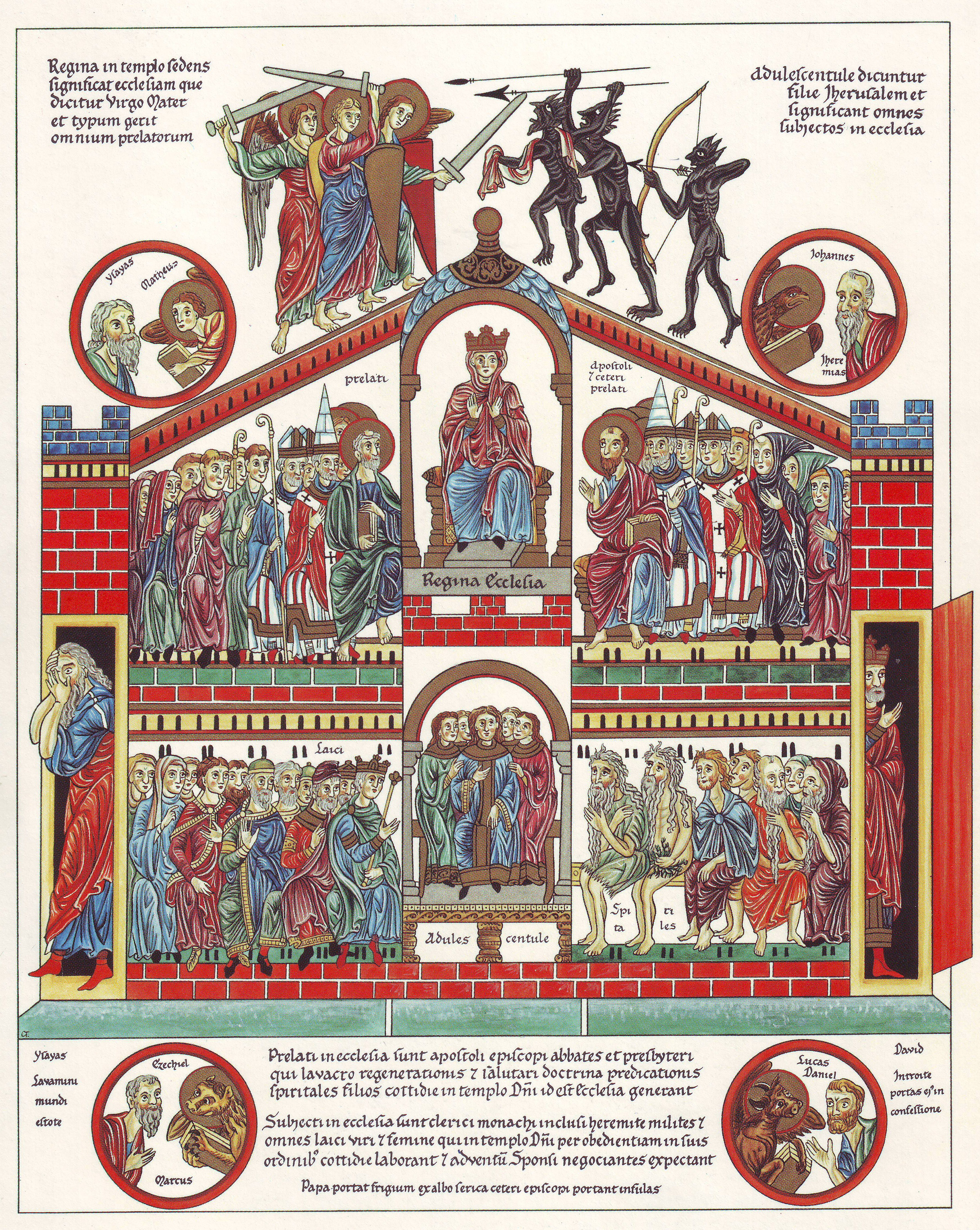
Minh họa thời trung cổ của các giáo hội từ Hortus deliciarum của Herrad of Landsberg (thế kỷ 12)

Giáo hội Kitô giáo là một thuật ngữ giáo hội thường được người theo Kháng Cách sử dụng để chỉ toàn bộ nhóm người thuộc Kitô giáo trong suốt lịch sử Kitô giáo. Theo cách hiểu này, "Giáo hội Kitô giáo" không đề cập đến một giáo phái Kitô giáo cụ thể nào mà là tập hợp giáo phái của tất cả các tín đồ. Tuy nhiên, một số truyền thống Kitô giáo tin rằng thuật ngữ "Giáo hội Kitô giáo" hoặc "Giáo hội" chỉ áp dụng cho một cơ quan hoặc tổ chức Kitô giáo lịch sử cụ thể (ví dụ: Giáo hội Công giáo, Chính thống giáo Đông phương, Chính thống giáo Cổ Đông phương, Giáo hội Chính thống giáo cổ phương Đông, hoặc Giáo hội Assyria phương Đông). Bốn dấu ấn của Giáo hội được thể hiện đầu tiên trong Tín điều Nicene là Giáo hội là One (một thể thống nhất của các Giáo hội đặc biệt trong sự hiệp thông trọn vẹn giữa các giáo lý và đức tin với nhau), Holy (một Cơ quan được thánh hóa và thần thánh), Catholic (Phổ quát và chứa đựng sự đầy đủ của Chân lý trong chính nó) và Apostolic (thứ bậc, giáo lý và đức tin của nó có thể được truy nguyên từ các Tông đồ).
Do đó, phần lớn các Kitô hữu trên toàn cầu (đặc biệt là các nhà thờ tông đồ được liệt kê ở trên, cũng như một số người Công giáo Anh) coi Giáo hội Kitô giáo như một "societas perfecta" hữu hình và được tôn sùng với ân sủng siêu nhiên, trong khi tín đồ Kháng Cách nói chung hiểu Giáo hội là một thực tại vô hình không thể nhận dạng với bất kỳ tổ chức trần gian cụ thể, giáo phái hay mạng lưới các nhà thờ liên kết nào.  Những người khác đánh đồng Giáo hội với các nhóm cụ thể có chung các yếu tố cơ bản nhất định về giáo lý và thực hành, mặc dù được chia theo các điểm khác của giáo lý và chính phủ (như lý thuyết nhánh được một số người theo Anh giáo giảng dạy).
Hầu hết các bản dịch tiếng Anh của Tân Ước thường sử dụng từ "giáo hội" như một bản dịch của tiếng Hy Lạp cổ: ἐκκλησία, được tìm thấy trong các văn bản Hy Lạp gốc, thường có nghĩa là một "hội đồng". Thuật ngữ này xuất hiện trong hai câu của Tin mừng Matthew, 24 câu trong Công vụ Tông đồ, 58 câu trong các thư tín của Phaolô (bao gồm cả những trường hợp đầu tiên được sử dụng liên quan đến Giáo hội Kitô giáo), hai câu của Thư gửi tín hữu Do Thái, một câu của Thư của Giacôbê, ba câu của Thư tín thứ ba của Giăng, và 19 câu của Sách Khải Huyền. Tổng cộng, ἐκκλησία xuất hiện trong văn bản Tân Ước 114 lần, mặc dù không phải mọi trường hợp đều là tài liệu tham khảo kỹ thuật cho Giáo hội.
Trong Tân Ước, thuật ngữ ἐκκλησία được sử dụng cho các cộng đồng địa phương cũng như theo nghĩa phổ quát có nghĩa là tất cả các tín đồ. Theo truyền thống, chỉ những tín đồ chính thống mới được coi là một phần của nhà thờ thực sự, nhưng niềm tin về chính thống đã thay đổi từ lâu, vì nhiều giáo hội (không chỉ những giáo hội chính thức sử dụng thuật ngữ "Chính thống" trong tên của họ) coi họ là chính thống và các Kitô hữu khác là không chính thống.